# ヤミイロタケ
ヤミイロタケ(Lactarius glyciosmus )はベニタケ科チチタケ属に分類されるキノコの一種。

## 形態
かさは直径1.5~5cm程度、幼時は半球形であるが次第に開いて、ほぼ平らあるいは浅い皿状となる。表面は湿った時には弱い粘性があるが乾きやすく、渇けば多少粉状をなし、肌色～淡い橙褐色を呈し、時に不明瞭な同心円状の環紋をあらわし、表皮は剥ぎとりにくい。
かさ・柄の肉は堅いがもろい肉質で、ほぼ白色を呈し、傷つけても変色することはなく、弱い辛味があり、グアヤク脂のエチルアルコール溶液（グアヤクチンキ）を滴下すると、ゆっくりと暗青緑色に変わる。生のきのこには独特の甘い香り（「ココナッツのにおい」と形容される）があるが、このにおいは、きのこが乾くと失われる。
ひだは柄に直生ないし上生（あるいは垂生状に直生）し、密でクリーム色ないし淡橙褐色を呈し、分岐や連絡脈を生じない。柄はほぼ上下同大で長さ2~6cm、径4~8㎜程度、かさより色が淡く、中空である。
かさ・柄・ひだのいずれも、新鮮な時には白濁した水っぽい乳液を含むが、この乳液にも弱い辛味があり、空気に触れても変色しない。
胞子紋は淡いクリーム色を呈する。胞子は広卵形、ところどころで連絡あるいは不規則に途切れた畝状の隆起（ヨウ素溶液で青黒色に染まる）をこうむる。かさの表皮層は僅かにゼラチン化することがあり、かさの表面に平行に匍匐した菌糸で構成されており、個々の菌糸の末端細胞は時にやや立ち上がっている。

## 生態
夏から秋にかけ、カバノキ属の樹下の地上に発生する。カバノキ類の生きた細根に外生菌根を形成して生活しており、培養は難しい。

## 分布
北半球温帯以北に広く分布しており、ニュージーランドにも産する 。日本では、富山および北海道からの採集記録があるが、その他の地域でもカバノキ属の樹木が生育している場所であれば発生している可能性がある。

## 類似種
チョウジチチタケ（Lactarius quietus (Fr.:Fr.) Fr.）は、きのこの外観や色調・大きさなどがやや類似するが、においがヤミイロタケのそれとやや異なること・かさの表面にあらわれる同心円状の環紋がより明瞭であること・肉や乳液に辛味がないこと・カバノキ属に限らずさまざまな樹木の下に発生することなどの点で区別できる。ニオイワチチタケ（Lactarius subzonarius Hongo）はより大形かつ暗色で、かさには明瞭な環紋を備え、肉にはカレー粉のような強い香り（きのこが乾いてくると、よりいっそう強烈になる）があること・乳液がまったく辛くないこと・カバノキ類以外のさまざまな樹木の下に生えることなどにおいて異なっている。
本種と同様にココナッツのような香りを有するきのことして、Lactarius cocosiolens Methvenが知られている。ヤミイロタケとは、かさや柄はより赤みが強いこと・かさの表面がゼラチン質におおわれて著しい粘性を持つこと・カバノキ属以外の広葉樹・針葉樹からなる林内に発生することなどにおいて異なる。この種は北米（カリフォルニア）から記載されたものであるが、日本ではまだ採集されていない。

## 食毒
少なくとも有毒ではないといわれ、食べられるという説もあるが、多少とも辛味があるために、食用として利用されることは少ないようである。ただし、スコットランドでは市販もされているという。また、中国（雲南）においても、食用きのことして市場に並ぶとされている。日本では食用として利用する習慣はない。